# Michael Wagmüller
Michael Wagmüller (Ratisbona, 14 de abril de 1839 - Múnich, 26 de diciembre de 1881) fue un escultor alemán, activo sobre todo en Baviera.

## Biografía
Michael Wagmüller hizo sus estudios de comercio en Múnich, después aprendió durante un año los rudimentos de la escultura a manos de Anselm Sickinger (1807-1873), antes de entrar en 1854 en la Academia de Bellas Artes de Múnich, como alumno de Max von Widnmann.
Empezó a trabajar por su cuenta en 1860, en un principio con poco éxito, hasta que recibió la comanda de dos bustos y dos alegorías femeninas para una escuela de Múnich. De 1868 a 1873, se estableció regularmente en Londres, donde realiza una buena docena de bustos para miembros de la nobleza. Presentó regularmente sus obras en Múnich y el rey Luis II de Baviera le encargó una pieza de bronce de Luis XIV, el "rey sol". En 1869, fue honorado al mismo tiempo de Reinhold Begas y Jean-Baptiste Carpeaux con una medalla de oro por su trabajo presentado en el Palacio de Cristal (Glaspalast) de Múnich. En 1872, fue reconocido como miembro honorario de la Academia de Bellas Artes de Múnich con Friedrich Drake, Reinhold Begas y Caspar Zumbusch y fue nombrado profesor. Al año siguiente, formó parte de los fundadores de la sociedad de artistas muniqueses Allotria, de la que fue el presidente de 1874 a 1879. En la Exposición Universal de 1878 en París, expuso la tumba de sus dos hijas fallecidas en la infancia, que fue muy apreciado (donde él mismo sería enterrado más tarde).
En sus últimos años, se dedicó casi exclusivamente a trabajar en la decoración de los castillos de Luis II de Baviera: en el Linderhof y en Herrenchiemsee. Su estatua sentada de Justus von Liebig destinada a la Maximiliansplatz muniquesa fue terminada por su discípulo Wilhelm von Rümann.

## Obras destacadas

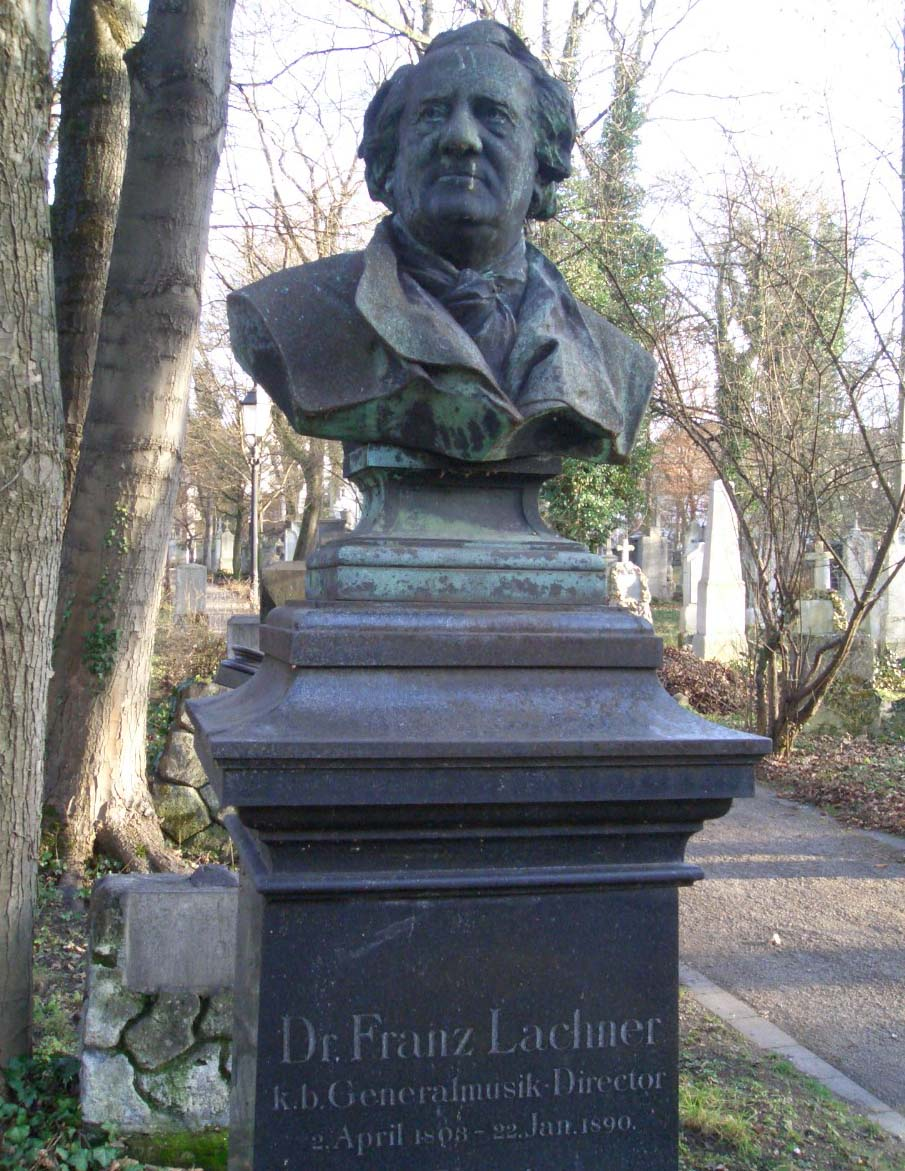
Busto en bronce para la tumba de Franz Lachner en el antiguo cementerio del sur muniqués.

- 1863: Medallón con busto de Sebastian Habenschaden para su tumba en el antiguo cementerio del sur de Múnich.
- 1866: Chica joven sorprendida por un lagarto.
- 1867: Chica joven atrapando una mariposa.
- 1867: Busto de Ignaz Perner para su tumba en el antiguo cementerio del sur muniqués.
- 1867: Busto del médico ciego Jakob Braun para su tumba en el antiguo cementerio del sur.
- 1869: La Caridad, estatua en pie para el Hospital Rechts der Isar, todavía existente.
- 1872: Busto del escritor Paul Heyse.
- 1873:
  - para la Exposición Universal de Viena, presenta destacadamente una estatua de una joven chica que lleva a su hermano pequeño a su espalda.
  - Busto de Justus von Liebig para su tumba en el antiguo cementerio del sur de Múnich.
- 1874: dos grupos, Amor con un delfín y Amor con palomas, para las fuentes del castillo de Linderhof.
- 1875 (en el Linderhof) :
  - Busto de María Antonieta.
  - Tres grandes macetas de jardín.
  - Personajes de la fuente de Flora, zinc colado por Ferdinand von Miller.
- 1876: Fuente de la Náyade para el Linderhof, zinc colado por Ferdinand von Miller.
- 1877
  - Busto del alcalde de Múnich Kaspar von Steinsdorf.
  - Busto de Franz Lachner para su tumba en el antiguo cementerio de Múnich.
  - Busto de la reina Olga de Wurtemberg.
  - Apolo en su carro del sol, en el Linderhof.
- 1877-1878: Grupo de Neptuno en el Linderhof, zinc colado por Ferdinand von Miller.
- 1878: 
  - Busto de Franz Hanfstaengl.
  - Tumba de Wagmüller en el Alter Nordfriedhof.
- 1879:
  - 14 figuras alegóricas para la fachada del castillo de Herrenchiemsee.
  - Amor y Psique (copia a partir de Psique reanimada por el beso del amor de Canova), castillo de Herrenchiemsee.
  - Busto de D. Sänger.
- 1879-1880: Monumento a Philipp Franz von Siebold en el parque de Schönbusch.
- 1881: Fuente con estatua en pie de Luis IV de Baviera en Ingolstadt.

## Galería

### Obras en el Linderhof

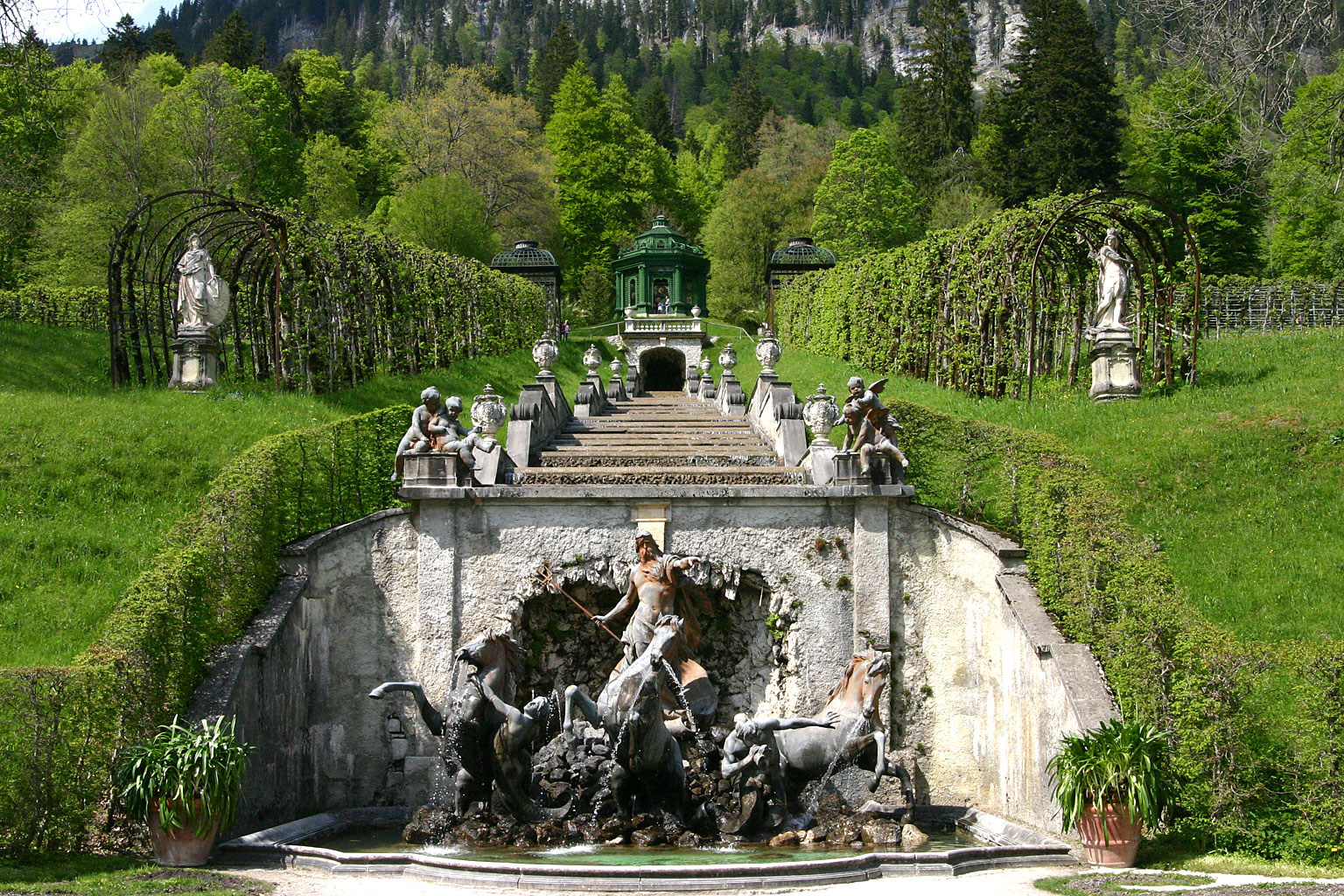
Fuente de Neptuno con cascada
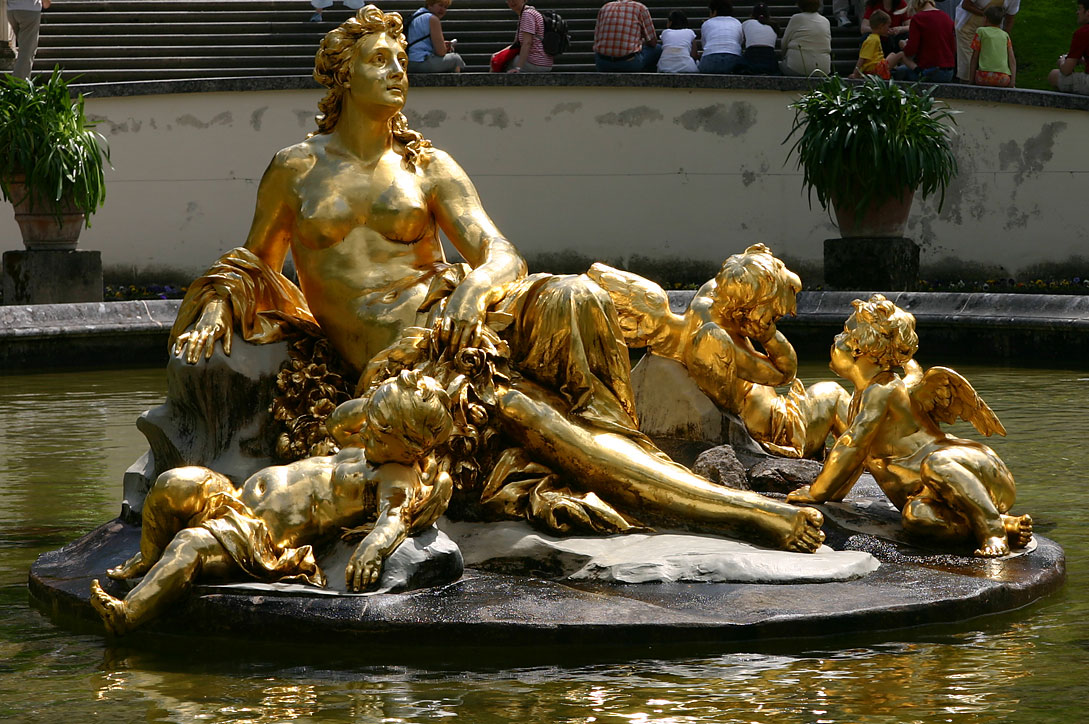
Fuente de Flora
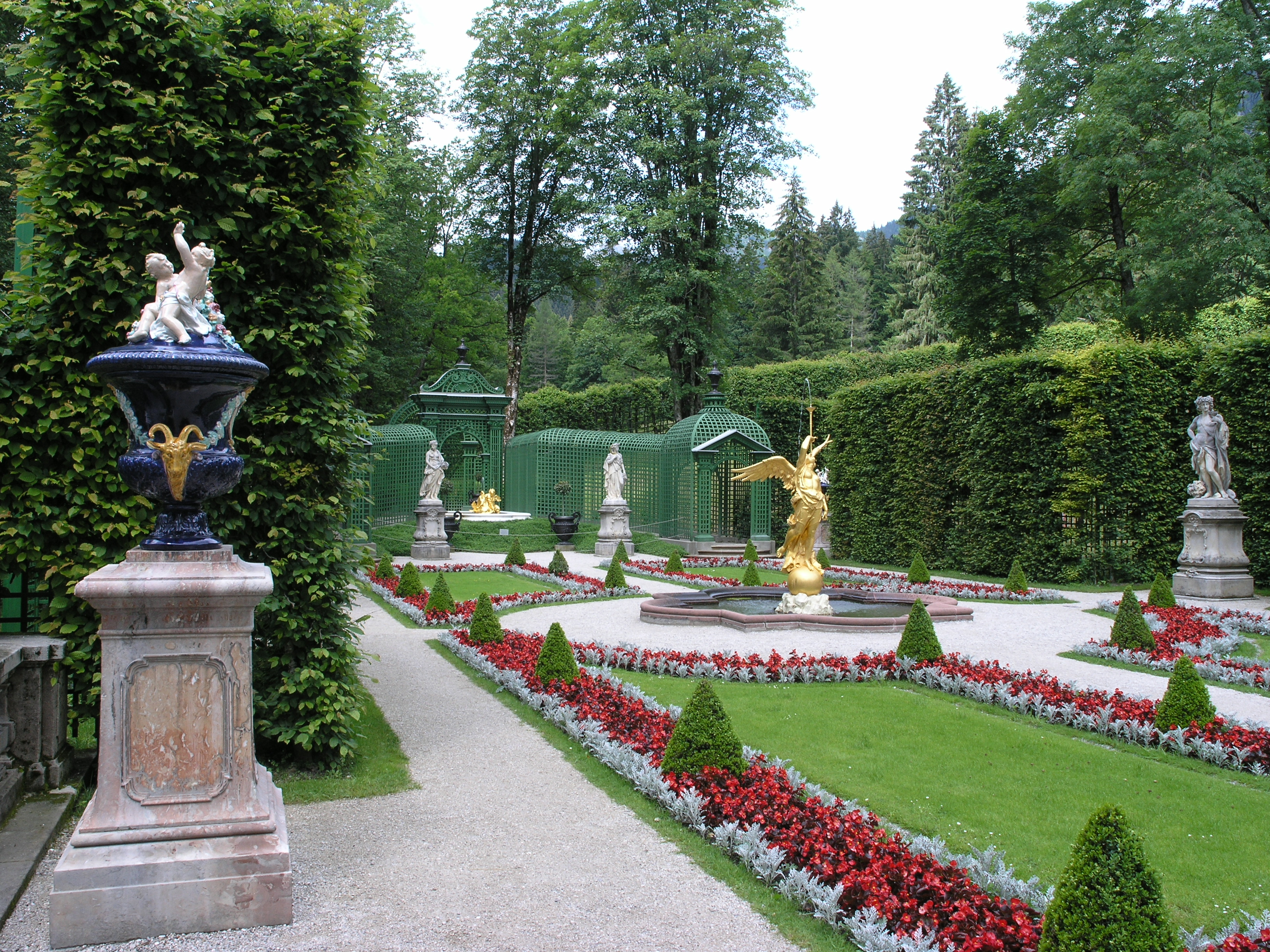
Jardín de la terraza oeste (reconstitución de Versalles)
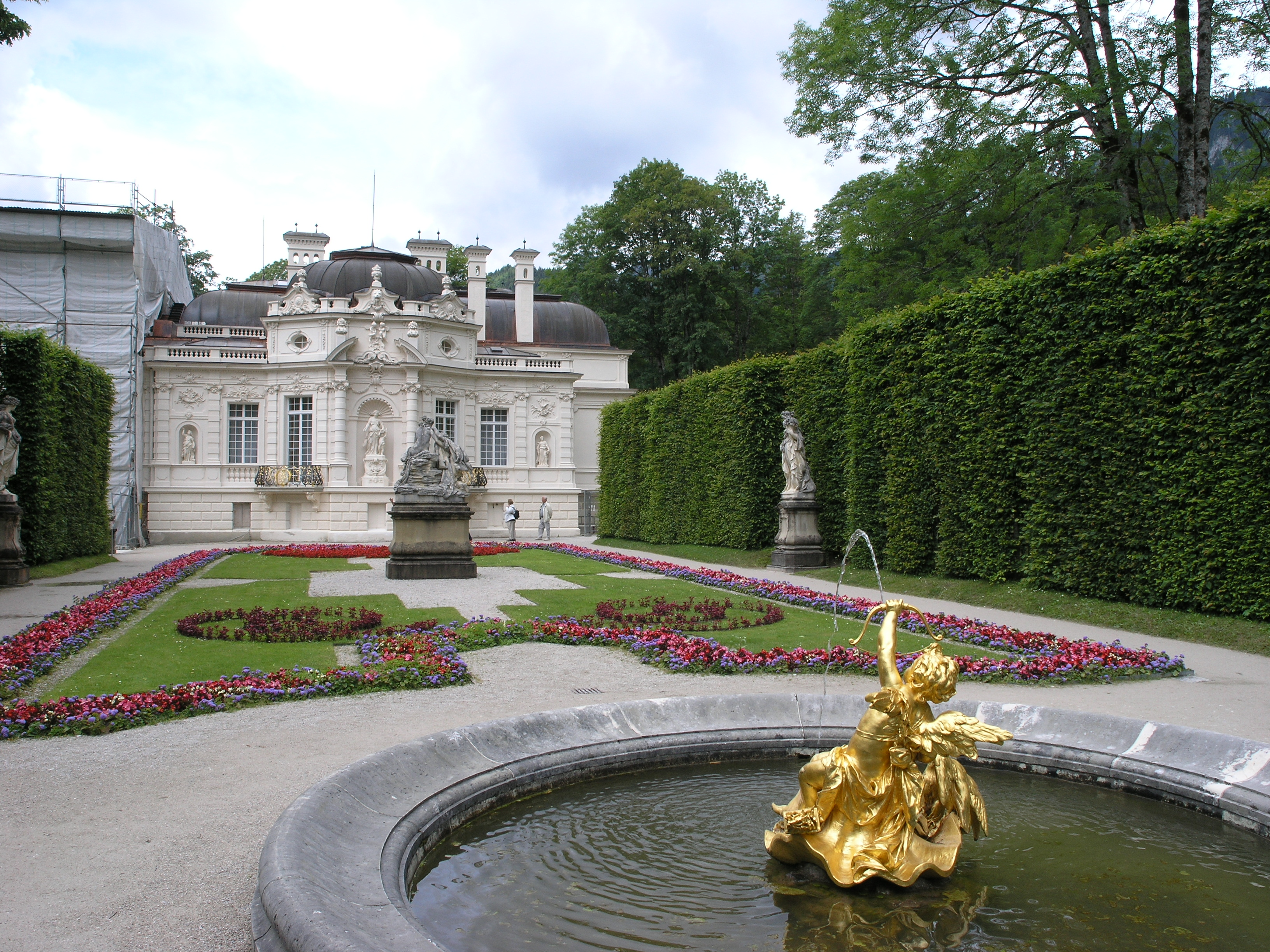
Figuras decorativas para la fachada

### Obras en el Cementerio del sur de Múnich

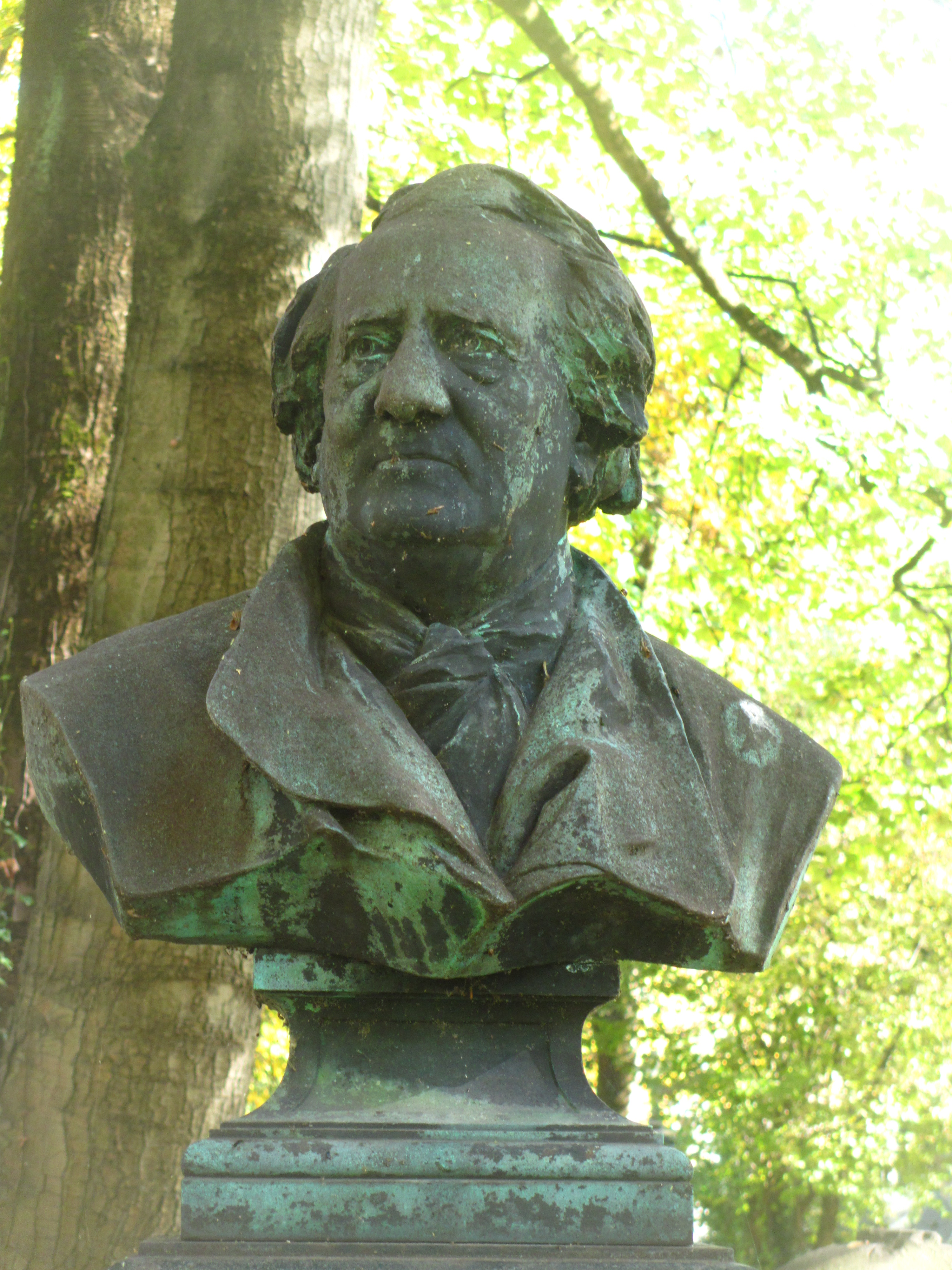
Busto de bronce en la tumba memorial de Franz Lachners, 1877
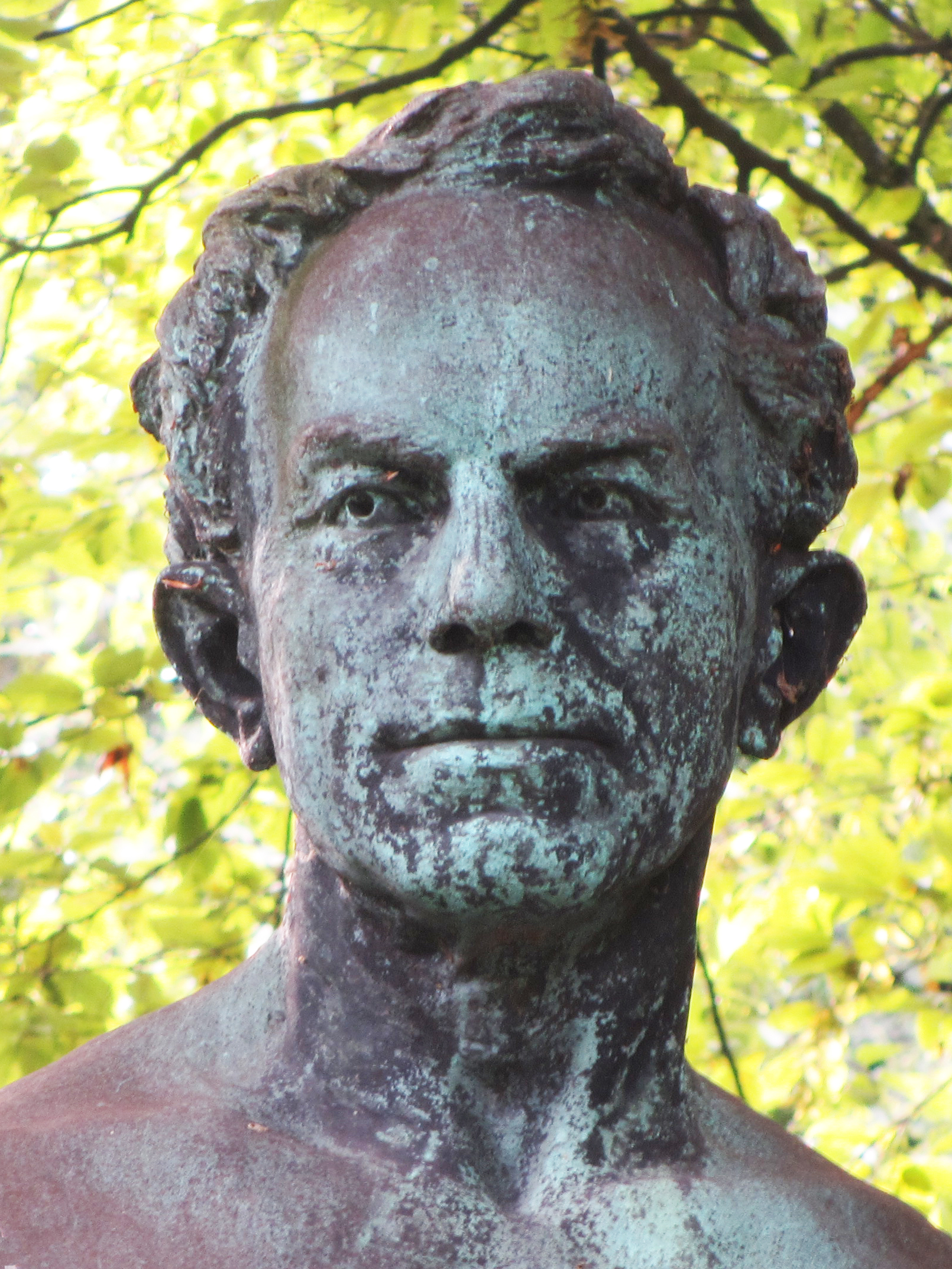
Busto de bronce para la tumba memorial de Ignaz Perner, 1867
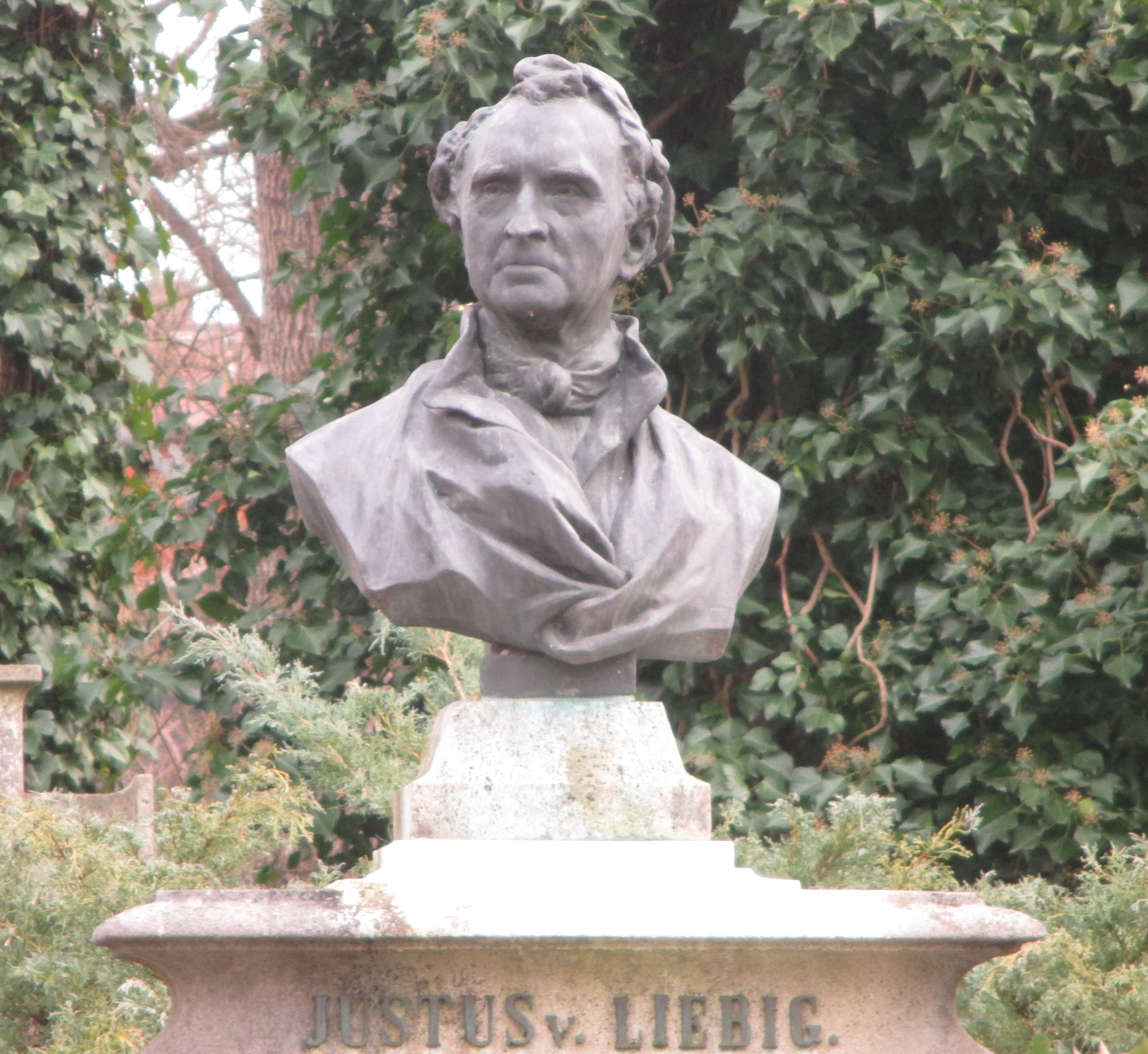
Busto de bronce para la tumba de Justus von Liebig, 1873
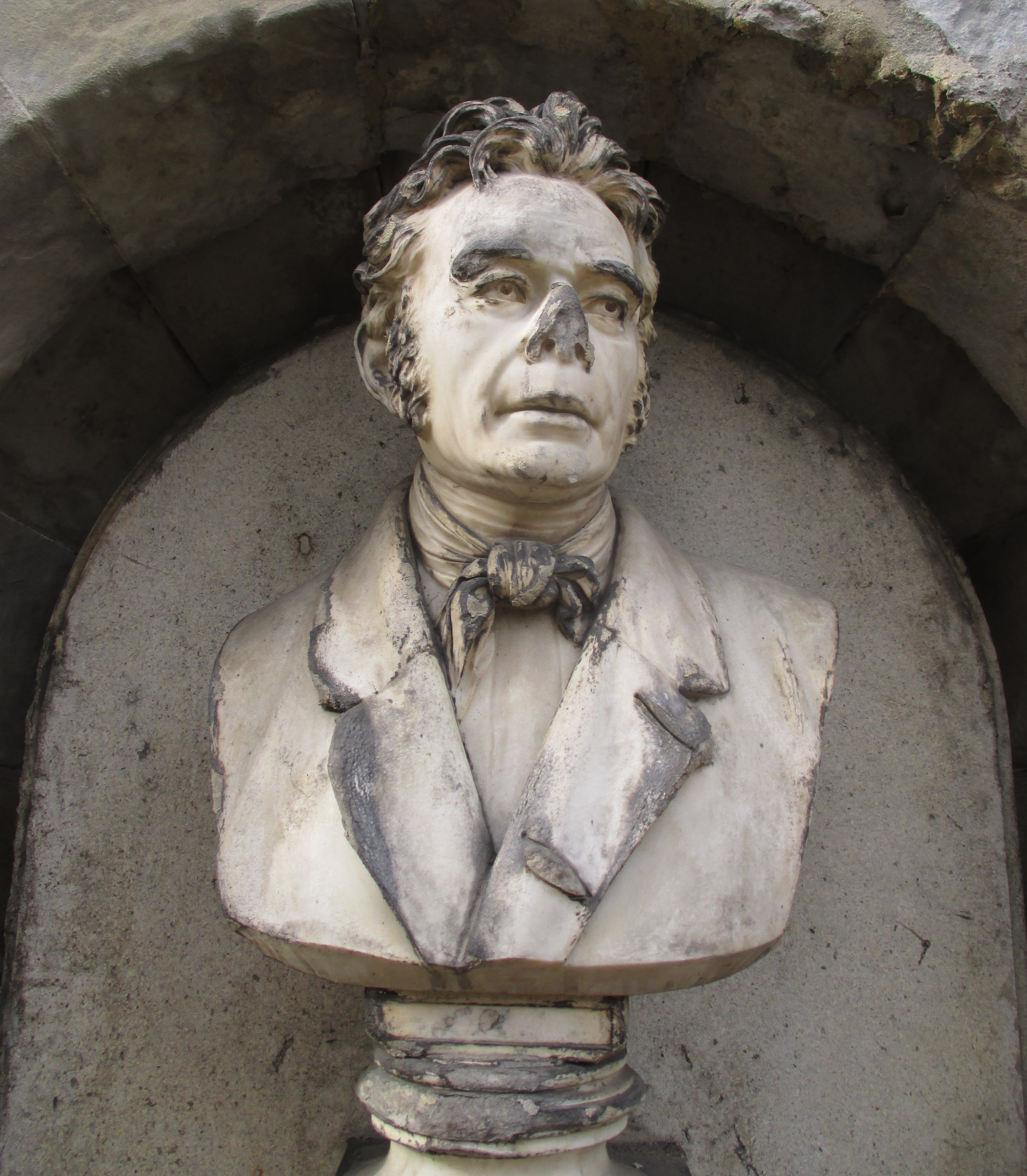
Busto de mármol en la tumba de Jakob Braun Mauer
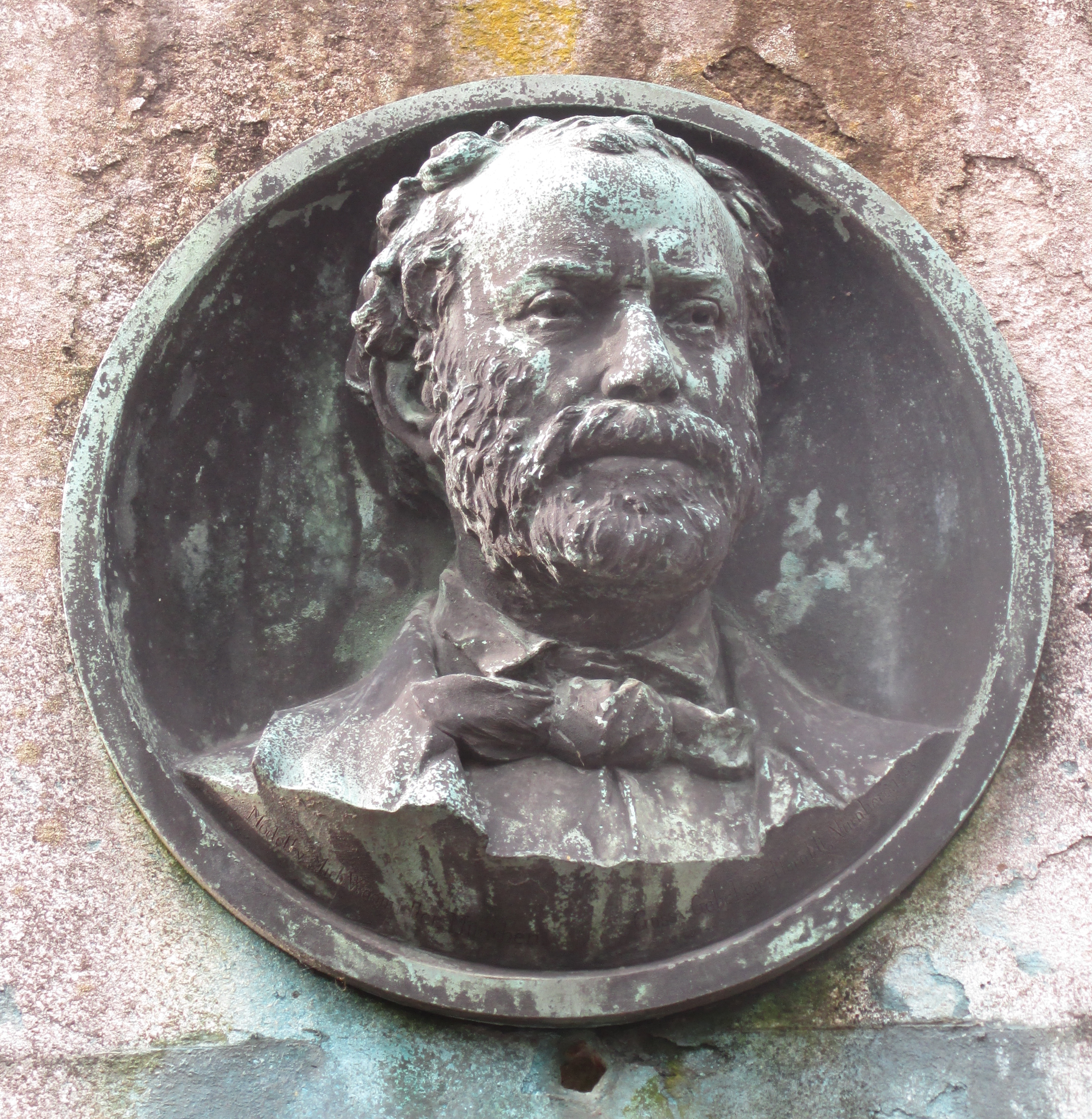
Relieve de bronce en la tumba de Sebastian Habenschaden